# Советский район (Великолукский округ)
Советский район — административно-территориальная единица в составе Ленинградской и Западной областей РСФСР, существовавшая в 1927—1930 годах. Центр — село Волок.
Советский район был образован в составе Великолукского округа Ленинградской области в августе 1927 года. В его состав вошли 10 сельсоветов бывшего Холмского уезда Псковской губернии: Бельковский, Ельненский, Конищевский, Кочутский, Краснополецкий, Красносельский, Куньевский, Пестряковский, Ровенский и Сережинский.
В ноябре 1928 года в районе были образованы 4 новых сельсовета: Жидулинский, Тяпловский, Угловский и Успенский.
3 июня 1929 года Великолукский округ, в том числе и Советский район, был передан в состав Западной области.
В 1930 году Советский район был упразднён, а его территория разделена между Торопецким и Холмским районами.